# Хумень
Хумень (кит. 虎门镇, пін. Hŭmén Zhèn) — селище у КНР, складова міста Дунгуань у провінції Гуандун.

## Географія
Хумень розташовується на березі однойменної протоки у Дельті Перлинної річки.

### Клімат
Містечко знаходиться у зоні, котра характеризується вологим субтропічним кліматом. Найтепліший місяць — липень із середньою температурою 28.9 °C (84 °F). Найхолодніший місяць — січень, із середньою температурою 14.6 °С (58.3 °F).
| Клімат Хуменя           | Клімат Хуменя | Клімат Хуменя | Клімат Хуменя | Клімат Хуменя | Клімат Хуменя | Клімат Хуменя | Клімат Хуменя | Клімат Хуменя | Клімат Хуменя | Клімат Хуменя | Клімат Хуменя | Клімат Хуменя | Клімат Хуменя |
| Показник                | Січ.          | Лют.          | Бер.          | Квіт.         | Трав.         | Черв.         | Лип.          | Серп.         | Вер.          | Жовт.         | Лист.         | Груд.         | Рік           |
| Середній максимум, °C   | 18,8          | 18,5          | 21,8          | 25,7          | 29,3          | 30,7          | 32            | 32            | 30,7          | 28,4          | 24,3          | 20,7          | 26,1          |
| Середня температура, °C | 14,6          | 15,2          | 18,5          | 22,6          | 26,2          | 27,8          | 28,9          | 28,7          | 27,5          | 24,7          | 20,4          | 16,3          | 22,6          |
| Середній мінімум, °C    | 10,3          | 11,5          | 15,1          | 19,3          | 22,8          | 24,7          | 25,4          | 25,3          | 23,9          | 20,7          | 16,2          | 11,8          | 18,9          |
| Норма опадів, мм        | 29.9          | 49.6          | 75.9          | 169.6         | 277.6         | 317.3         | 289.3         | 308.8         | 219.8         | 101           | 37            | 26            | 1901.8        |
| Днів з опадами          | 6,9           | 10            | 12,5          | 13,5          | 16,8          | 19,4          | 16,7          | 16,8          | 13,6          | 7,9           | 6,1           | 5,1           | 145,3         |
| Вологість повітря, %    | 70.5          | 78.5          | 81.6          | 83.1          | 82.4          | 82.2          | 79.5          | 80.1          | 77            | 72.4          | 68.7          | 67.8          | 77            |
| ----------------------- | ------------- | ------------- | ------------- | ------------- | ------------- | ------------- | ------------- | ------------- | ------------- | ------------- | ------------- | ------------- | ------------- |
| Джерело: Weatherbase    |               |               |               |               |               |               |               |               |               |               |               |               |               |